# Ittoqqortoormiit
Ittoqqortoormiit (výslovnost: [itːoqːɔʁtɔːʁmiːt], západogrónsky Illoqqortoormiut, dánsky Scoresbysund, zastarale Itseqqortoormiit, Ítoqortôrmît nebo Igdloqqortôrmiut) je osada na východním pobřeží Grónska v kraji Sermersooq. Leží u Grónského moře, v ústí největšího a nejširšího fjordu na světě, který se nazývá Scoresbyho záliv.
Ittoqqortoormiit byl založen Ejnarem Mikkelsnem v roce 1925. Název osady znamená „obyvatelé velkých domů".
V roce 2017 tu žilo 383 obyvatel, převážně Inuitů, kteří sem přišli v roce 1925 z města Tasiilaq kvůli loveckým možnostem, které toto území skrývalo. V okolí žije mnoho ledních medvědů, lišek, narvalů, mrožů a velryb.
V osadě je také škola, malá nemocnice a evangelický kostel. V současnosti je tato osada jedinou přeživší osadou v oblasti, nedaleko se nacházejí zaniklé osady Itterajivit a Uunarteq.

## Partnerská města
- Nuuk, Grónsko